# Versöhnungskirche (Ulm)

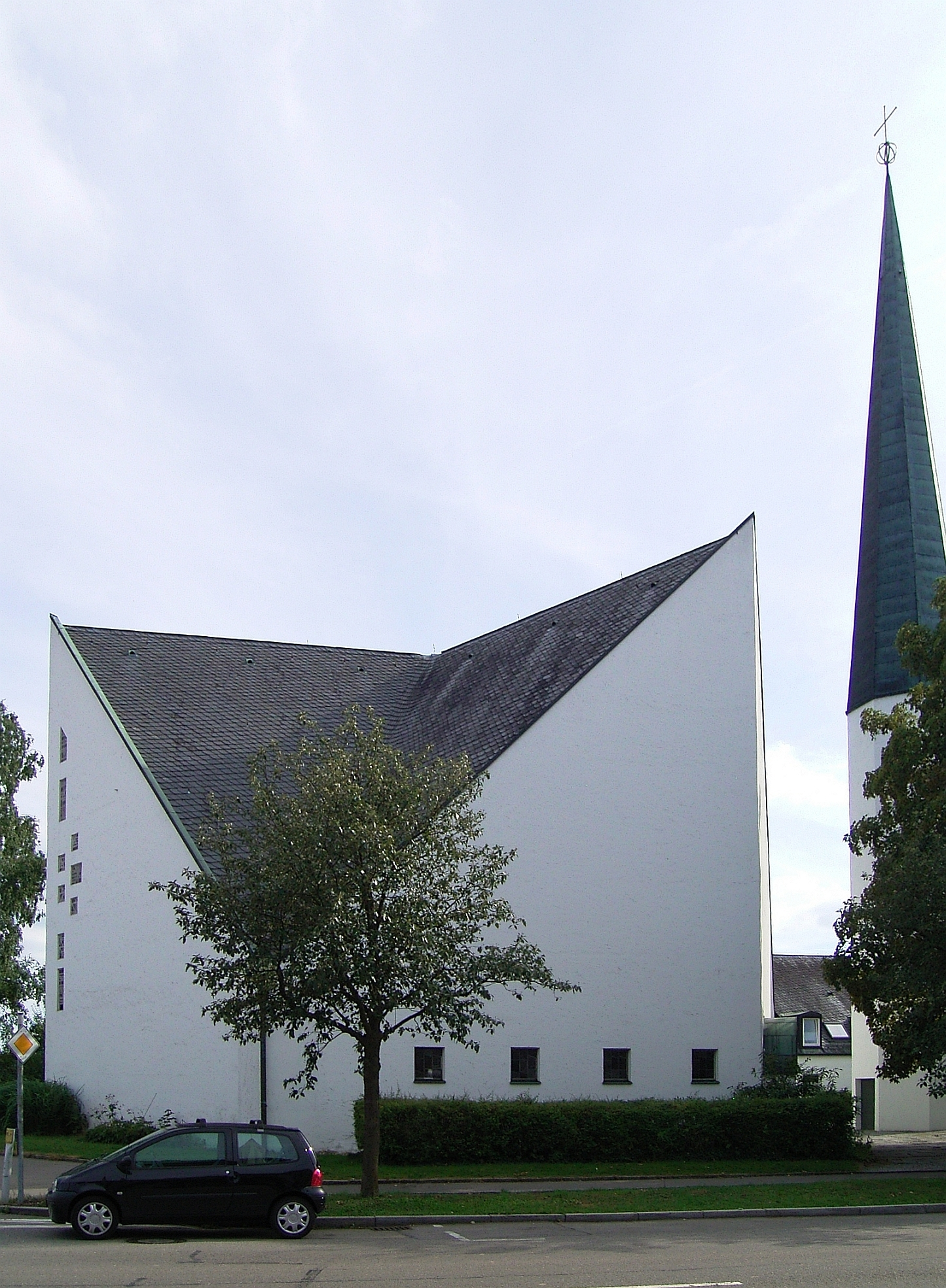
Versöhnungskirche in Ulm-Wiblingen (von Norden)

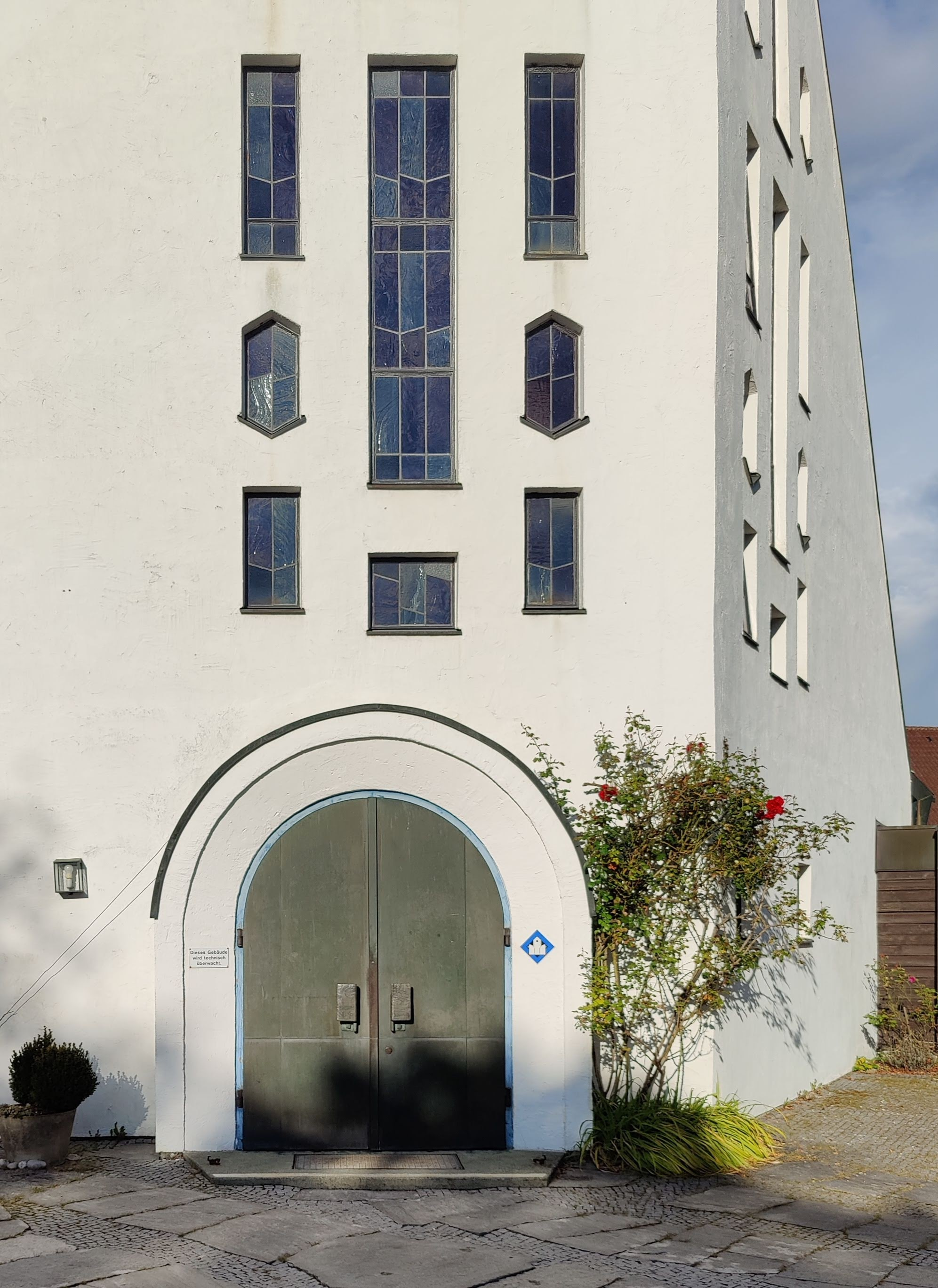
Südwesteingang, einer von zwei Haupteingängen

Die evangelische Versöhnungskirche ist ein modernes Kirchengebäude in Wiblingen, einem Stadtteil von Ulm in Baden-Württemberg. Die dazugehörige Kirchengemeinde gehört als Teil der evangelischen Gesamtkirchengemeinde Ulm-Wiblingen zum Kirchenbezirk Ulm der Evangelischen Landeskirche in Württemberg.

## Geschichte
Der Bau einer Kirche für die 1959 zur Pfarrei erhobene evangelische Gemeinde im Ulmer Stadtteil Wiblingen wurde 1962 nach Plänen des kurz zuvor tödlich verunglückten Münchener Architekten Olaf Andreas Gulbransson begonnen und unter dem Ulmer Architekten Lambert von Malsen 1963 abgeschlossen.
Der Versöhnungskirche genannte Bau ist eine von insgesamt 19 postum fertiggestellten Gulbransson-Kirchen und die einzige dieses Architekten in Baden-Württemberg. Obwohl er – etwa in der Gestaltung der Musikempore und der Fenster sowie in Bezug auf seine endgültige Akustik – von Gulbranssons ursprünglichen Entwürfen abweicht, steht er unter Denkmalschutz.

## Architektur und Ausstattung

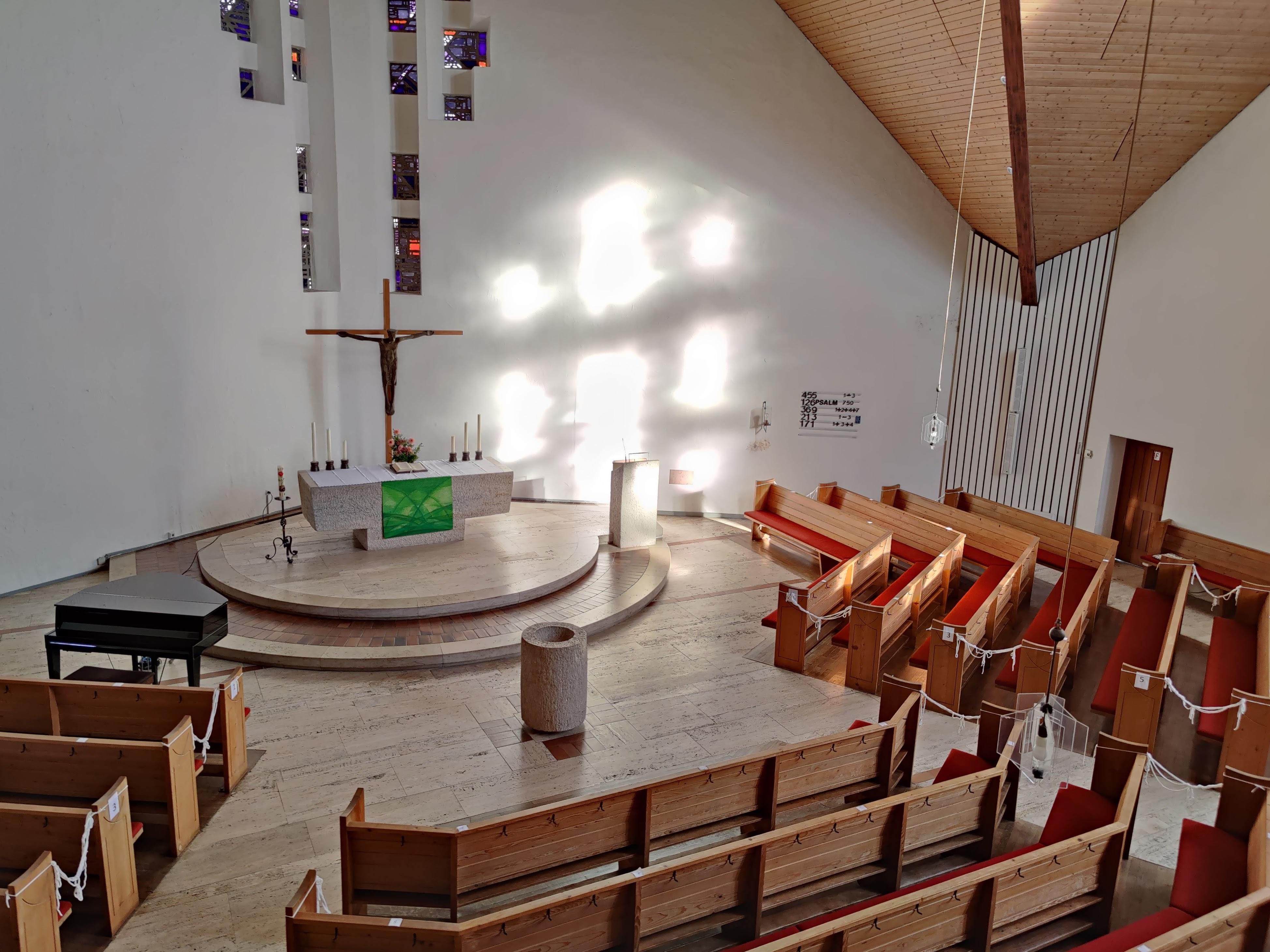
Inneres, Blick auf die östliche Giebelwand und den Altarraum (2021)

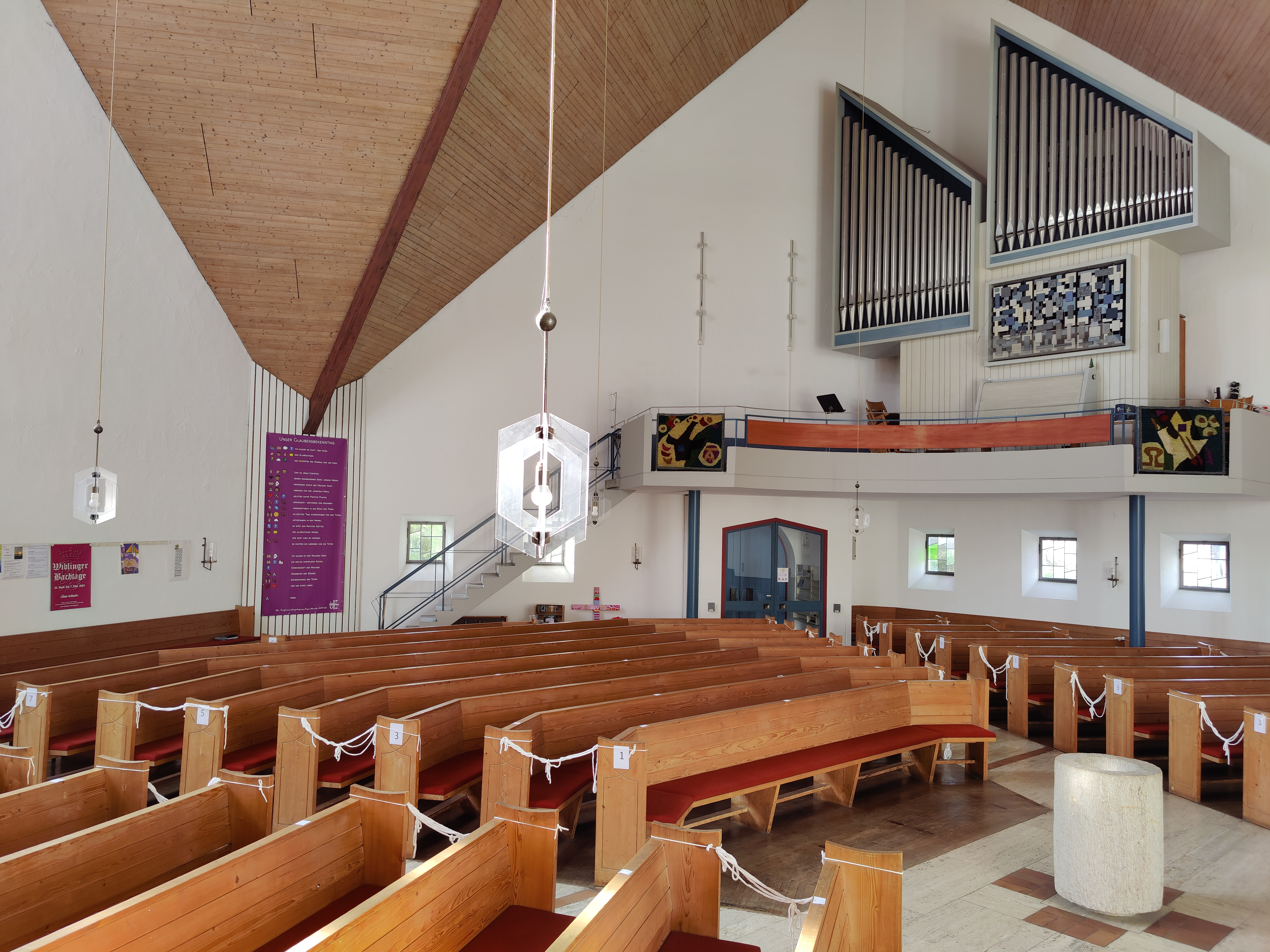
Blick gen Orgel (2021)

Die Versöhnungskirche bildet einen dreiteiligen Gebäudekomplex um einen auf diese Weise geformten Kirchplatz, der aus dem sechseckigen Kirchenbau selbst, einer Häuserzeile für Pfarrwohnung und Kindergarten sowie einem freistehenden, 40 m hohen Glockenturm mit drei Glocken besteht.
Den schlicht gehaltenen Zentralraum des Kircheninneren mit 335 Sitzplätzen in drei konzentrisch angeordneten Bankblöcken überspannt eine Holzdecke mit drei Giebeln. Nord- und Südgiebel nehmen jeweils einen Haupteingang auf, beide setzen sich in zwei auf den Altar zulaufenden Gängen fort.
In der nördlichen Giebelwand ist eine Empore mit 40 Sitzplätzen und einer von Helmut Bornefeld konzipierten Orgel angebracht, darunter befinden sich lediglich vier rechteckige Fensterscharten. Die große Front aus Gruppenfenstern im Südgiebel erhellt dagegen den ganzen Raum.
An der östlichen Giebelwand befindet sich ein steinerner Altartisch mit einem Kruzifix des Bildhauers Josef Baumhauer aus Schwäbisch Gmünd, darüber kreuzförmig angeordnete Glasfenster von Hubert Distler mit in Lila und Orange gehaltenen Farbelementen. Auch Kanzel und Taufstein stammen von Baumhauer.

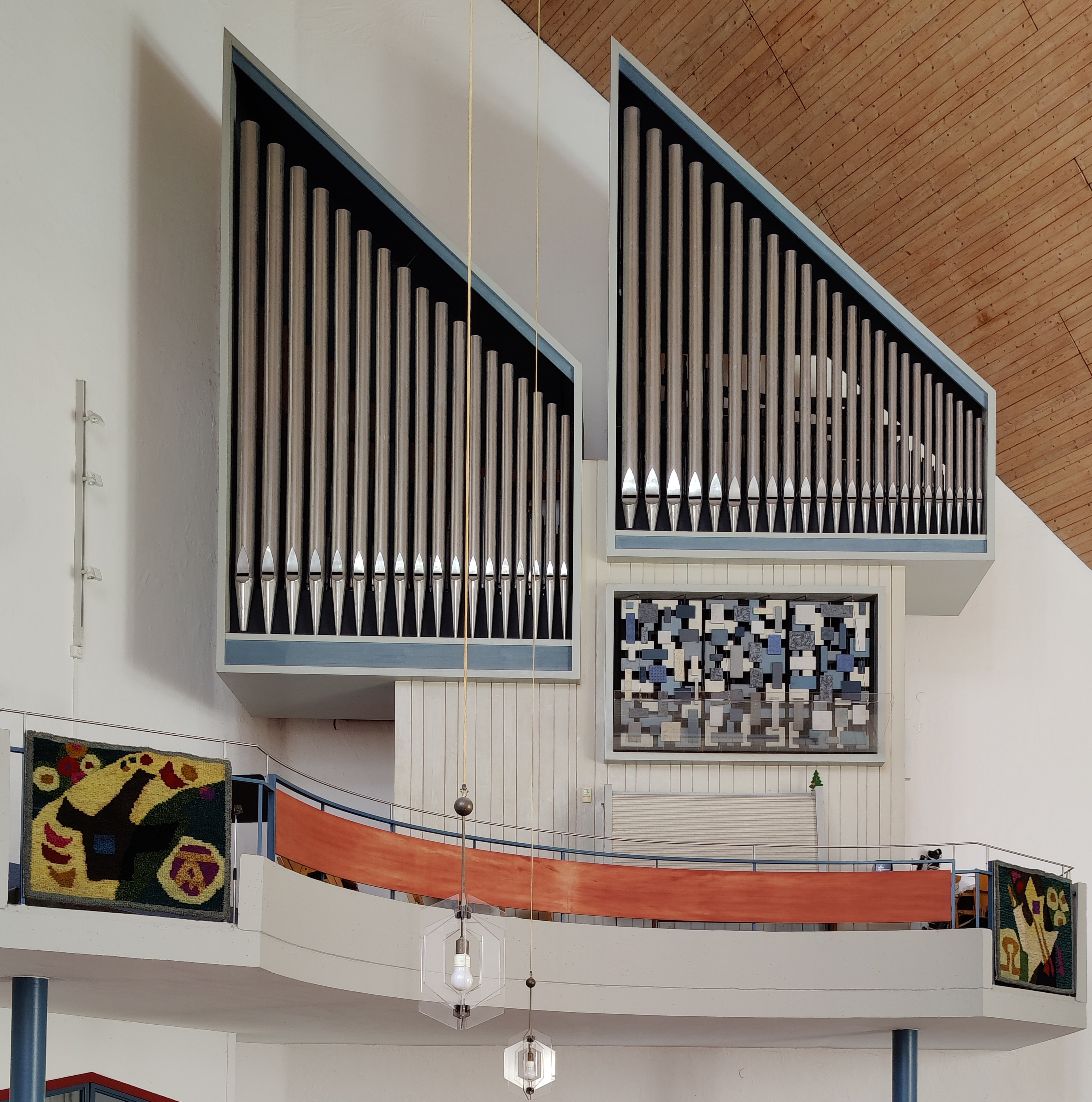
Link-/Bornefeld-Orgel von 1964/65 in Ulm-Wiblingen, Versöhnungskirche

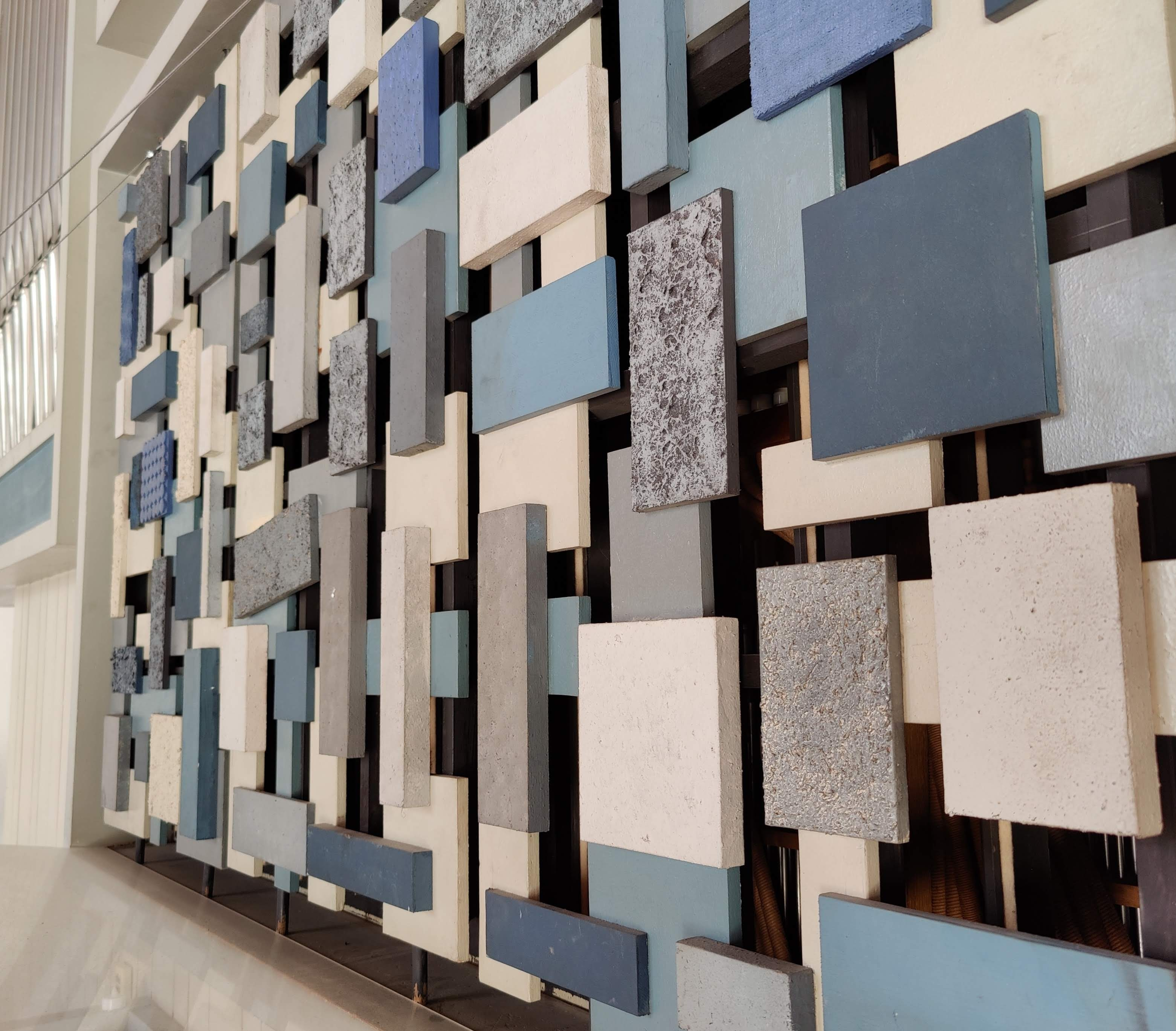
Detail des von Helmut Bornefeld geschaffenen Brustwerksprospekts der Orgel

## Orgel
Die Kirche erhielt 1964/1965 eine Orgel der Firma Gebrüder Link, Orgelbaumeister aus Giengen an der Brenz. Für Disposition, Mensuration, Intonation, Spieltisch- und Prospektgestaltung zeichnete Helmut Bornefeld verantwortlich, der bei der Ausführung der Brustwerksgitter auch selber handwerklich Hand anlegte. Für den Prospekt war ursprünglich eine besonders erlesene Holzart gewählt worden, die auf Betreiben des Architekten aber durch einen einfachen Ölfarbanstrich kaschiert wurde.
Das unter Wahrung von möglichst viel originaler Substanz umdisponiert erhaltene Instrument verfügt über Schleifladen mit mechanischer Spiel- und elektrischer Registertraktur. Die geringe Fläche auf der Musikempore erzwang ursprünglich eine Beschränkung auf 20 Register, die sich auf zwei Manuale und Pedal verteilen. Die jetzige Disposition mit 24 Registern – 1985 durch die Ergänzung eines neuen Registers sowie die Aufteilung dreier gemischter Stimmen gewonnen – lautet:
| I Hauptwerk C–c4 |              |        |
| 1.               | Prinzipal    | 8′     |
| 2.               | Rohrgedackt  | 8′     |
| 3.               | Oktave0      | 4′     |
| 4.               | Flöte0       | 4′     |
| 5.               | Quinte       | 2 ⁄3′  |
| 6.               | Oktave       | 2′     |
| 7.               | Terz         | 1 3⁄5′ |
| 8.               | Septime0     | 1 ⁄7′  |
| 9.               | Mixtur IV–VI | 1 ⁄3′  |
| 10.              | Sordun       | 16′    |
|                  | Tremulant    |        |

| II Brustwerk (schwellbar) C–c4 |            |       |
| 11.                            | Gedackt    | 8′    |
| 12.                            | Rohrflöte  | 4′    |
| 13.                            | Waldflöte  | 2′    |
| 14.                            | Larigot0   | 1 ⁄3′ |
| 15.                            | Sifflöte0  | 1′    |
| 16.                            | Zimbel III | 1⁄2′  |
| 17.                            | Trompete   | 8′    |
|                                | Tremulant  |       |

| Pedal C–f1 |               |        |
| 18.        | Untersatz     | 16′    |
| 19.        | Prinzipalbass | 8′     |
| 20.        | Flöte         | 4′     |
| 21.        | Hohlflöte0    | 2′     |
| 22.        | Quinte        | 1 ⁄3′  |
| 23.        | Basszink III  | 5 1⁄3′ |
| 24.        | Posaune       | 8′     |
|            | Tremulant     |        |

- Koppeln: Normalkoppeln II/I, I/P, II/P
- Spielhilfen:
  - 2 freie Kombinationen, 1 freie Pedalkombination
  - 7 Gruppenzüge für verschiedene Pleno- und Farbstufen (Pleno HW 8′, Pleno BW 8′, Pleno P 16′, Gesamtpleno 8′, Zungenpleno 16′, Tutti, Einzelregister aus Gruppenzügen)
  - Zungenabsteller
- Anmerkungen:

1. ↑  Ursprünglich Italienischer Prinzipal 4′.
2. ↑  1985 ergänzt.
3. ↑  Ursprünglich Hörnlein II 1 3⁄5′+1 1⁄7′, 1985 in 7. und 8. aufgeteilt.
4. ↑  1 1⁄7′-Chor des Hörnleins II 1 3⁄5′+1 1⁄7′.
5. ↑  2016 mit neuen Schallbechern versehen.
6. ↑  Ursprünglich Quintan II 1 1⁄3′+8⁄9′, 1985 in 14. und 15. aufgeteilt.
7. ↑  1985 aus dem 8⁄9′-Chor des Quintans II 1 1⁄3′+8⁄9′ aufgerückt.
8. ↑  Ursprünglich Rauschpfeife II 2′+1 1⁄3′, 1985 in 21. und 22. aufgeteilt.
9. ↑  1 1⁄3′-Chor der Rauschpfeife II 2′+1 1⁄3′.